# Fobofobia
La fobofobia es uno de los miedos irracionales más curiosos, consiste en sentir un abrumador temor por la posibilidad de vivir situaciones que causen algún tipo de miedo o angustia.
La diferencia entre un fobofóbico y una persona normal, es que ante la posibilidad de peligro el primero siente una fuerte ansiedad y estrés que pueden paralizarlo y el segundo, en cambio, analiza racionalmente la situación buscando una solución. Debido a esto el fobofóbico es reacio a alejarse de los lugares que considera seguros y esto afecta seriamente su calidad de vida e inserción social.